# Hancăuți
Hancăuți – miejscowość i gmina w Mołdawii, w rejonie Jedyńce. W 2014 roku liczyła 990 mieszkańców.